# Register (toneleje)
 For alternative betydninger, se Register. (Se også artikler, som begynder med Register)
Inden for sang er registret et udtryk for måden hvorpå man bruger stemmebåndene. Dette går fra det dybe fuldregister over mellemregistret til det høje randregister, hvorved man henholdsvis bruger hele stemmebåndene til kun at benytte randene af båndene.
Et menneske har tre forskellige registre.
1. Fuldregister/talestemme
2. Randregister/falset
3. Fløjteregister
For at kunne synge på en sund måde, skal man skabe forbindelse mellem registrene således, at man ikke presser nogen af registrene hverken op eller ned. Med sangteknik og øvelse træner man hvert register så disse hænger sammen og fungerer sådan, at man kan synge både kraftigt og svagt i et hvilket som helst toneleje. Dette gælder både klassisk og rytmisk musik.
På den rigtige måde, kan man synge på mange forskellige måder i hvilket som helst register.
| Musik | Spire Denne musikartikel er en spire som bør udbygges. Du er velkommen til at hjælpe Wikipedia ved at udvide den. |